# Xã Lee, Quận Athens, Ohio
Xã Lee (tiếng Anh: Lee Township) là một xã thuộc quận Athens, tiểu bang Ohio, Hoa Kỳ. Năm 2010, dân số của xã này là 2.729 người.